# Papinska konklava 1099.
Papinska konklava, 1099. je održana 13. kolovoza 1099. godine u rimskoj baziliki sv. Klementa. Do nje je došlo nakon smrti pape Urbana II., 29. srpnja.
Izbor je također koincidirao s vijestima o križarskom oslobađanju Jeruzalema, ali i nastavku Borbe za investituru, tako da su se u Rimu još uvijek nalazila područja gdje su nadzor držali pristaše protupape Klementa III. Izbor je održan uz prisustvo nižeg svećenstva i predstavnika građana Rima. Na njemu je jednoglasno izabran Rainiero, kardinal-biskup S. Clementea i opat clunyjevskog samostana. Rainiero je ispočetka odbio prihvatiti mjesto pape tvrdeći da je "jednostavni redovnik koji se ne razumije u politiku", ali je na kraju isti dan ustoličen i posvećen od strane kardinala Odona de Chatillona, uzevši ime Paskal II.

## Kardinali

### Prisutni

#### Kardinalni-biskupi
Na konklavi su bili prisutni pet od šest kardinala-biskupa i jedan biskup, koji je djelovao kao zamjena za kardinala-biskupa Sabina. 
- Walter iz Albana (1091.)
- Odon de Chatillon (1095.)
- Milo iz Angersa (1095.)
- Maurice (1097.)
- Bovo (1099.)
- Offo

#### Ostali kardinali
- Ranierius (1078.)
- Benedikt (1080.)
- Alberto (1090.)
- Teuzo (1090.)
- Giovanni da Piacenza (1096.)
- Benedikt (1098.)
- Peter (1098.)
- Jean de Bourgogne (1098.)
- Giovanni Coniulo (1088.)
- Docibilis (1099.)
- Pagano (1099.)

### Odsutni

#### Kardinalni-biskupi
- Bruno (1079.)

#### Kardinalni-prezbiteri
- Richard de Saint-Victor (1078.)
- Oderisio de Marsi (kardinal-đakon 1059., kardinal-prezbiter 1088.)
- Bernard degli Uberti (1099.)